# Universidad Americana
La Universidad Americana de Paraguay fue fundada en 1991. Cuenta con una sede Central en la capital Asunción y dos filiales, una ubicada en Ciudad del Este y la otra en Encarnación.
La Universidad Americana tuvo su origen en el Instituto de Capacitación y Desarrollo Empresarial (INCADE), asociación civil sin fines de lucro, cuyo propósito fue promover la fundación de una universidad que se constituyera en un lugar de formación, enseñanza y cultivo superior de las artes, las letras, las ciencias tecnológicas, la investigación científica y la capacitación integral del ser humano en el Paraguay. El mentor de esta iniciativa fue el Dr. Andrés Benkö Kapuváry.
Con los años la Universidad Americana, ha posicionado su nombre a nivel local e internacional, basados en la excelencia de la capacitación continua, reconocidos por la formación de sus egresados posicionados fuertemente en los mercados laborales locales e internacionales.
En 3 décadas la Universidad ha crecido en infraestructura, egresados, liderazgo, innovación tecnológica, reconocida por ser líder en educación virtual en el país, con una robusta plataforma en línea, capacitando y actualizando constantemente a sus docentes en usos de herramientas tecnologías.
Hoy cuenta con 4 Facultades y una Escuela de Posgrado.

## Facultades y Carreras
Facultad de Derecho, Ciencias Políticas y Sociales
- Derecho
- Licenciatura en Educación
- Licenciatura en Relaciones Internacionales

Facultad de Ciencias Económicas y Administrativas
- Licenciatura en Administración de Empresas
- Ingeniería en Marketing y Publicidad
- Licenciatura en Contaduría Pública
- Licenciatura en Comercio Internacional
- Licenciatura en Gestión de Turismo y Hotelería
- Licenciatura en Economía
- Licenciatura en Gestión de RRHH
- Licenciatura en Logística Global
- Ingeniería Comercial

Facultad de Comunicación, Artes y Ciencias de la Tecnología
- Arquitectura
- Ingeniería Industrial
- Ingeniería en Informática
- Licenciatura en Análisis de Sistemas
- Licenciatura en Diseño Gráfico
- Licenciatura en Diseño de Moda e Indumentaria
- Licenciatura en Ciencias de la Comunicación
- Licenciatura en Comunicación Audiovisual
- Licenciatura en Ciudades Inteligentes
- Licenciatura en Inteligencia Artificial y Robótica
- Licenciatura en Innovación y Desarrollo
- Licenciatura en Diseño y Animación Digital

Facultad de Ciencias de la Salud
- Psicología

Escuela de Posgrado
- Doctorado en Neurociencia Cognitiva
- Maestría en Marketing y Gestión Estratégica en Ventas
- Maestría en Finanzas
- Maestría en Gestión de Proyectos
- Maestría en Administración y Dirección de Empresas
- Maestría en Auditoría Contable y Tributación
- Maestría en Gobierno y Gerencia Pública
- Maestría en Gestión Estratégica de Recursos Humanos
- MBA (Master in Business Administration)
- Diplomado en Didáctica Universitaria
- Maestría en Gestión Deportiva
- Maestría en Derecho Civil y Procesal Civil
- Maestría en Derecho Penal y Procesal Penal
- Maestría en Investigación del Hábitat y Vivienda Sustentables

## Infraestructura

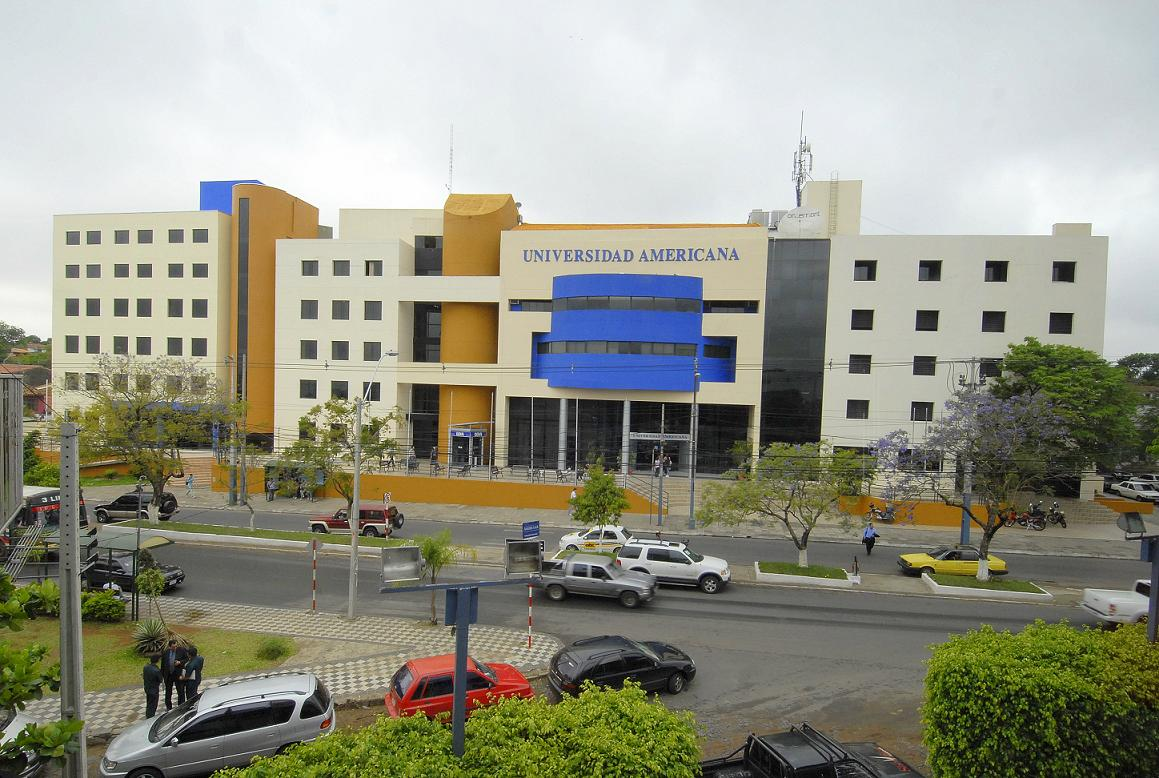
Sede central de la Universidad Americana en 2009.

Está asentada sobre un predio de 5.000 m² y posee una superficie cubierta de 12.000 m². La inauguración en octubre de 2009 del nuevo edificio de Postgrado con 5 niveles formó una nueva fachada a la sede central ubicada en Asunción.
La infraestructura de la sede central, de diseño moderno es amplia y confortable, posee laboratorios equipados con tecnología de punta para las prácticas de los estudiantes, entre ellos: los laboratorios de Informática, taller de radio y televisión para alumnos de Ciencias de la Comunicación y Comunicación Audiovisual, laboratorios de Alimentos y bebidas, Recepción y reservas, Gobernancia y mantenimiento, para alumnos de Turismo y Hotelería, laboratorios de Ingeniería Básica, Ingeniería aplicada, aplicaciones de la ingeniería, química y el taller de hidráulica, para alumnos de Ingeniería Industrial, aula taller para alumnos de Arquitectura, sala Gessel, simuladores de negocios para las carreras empresariales.

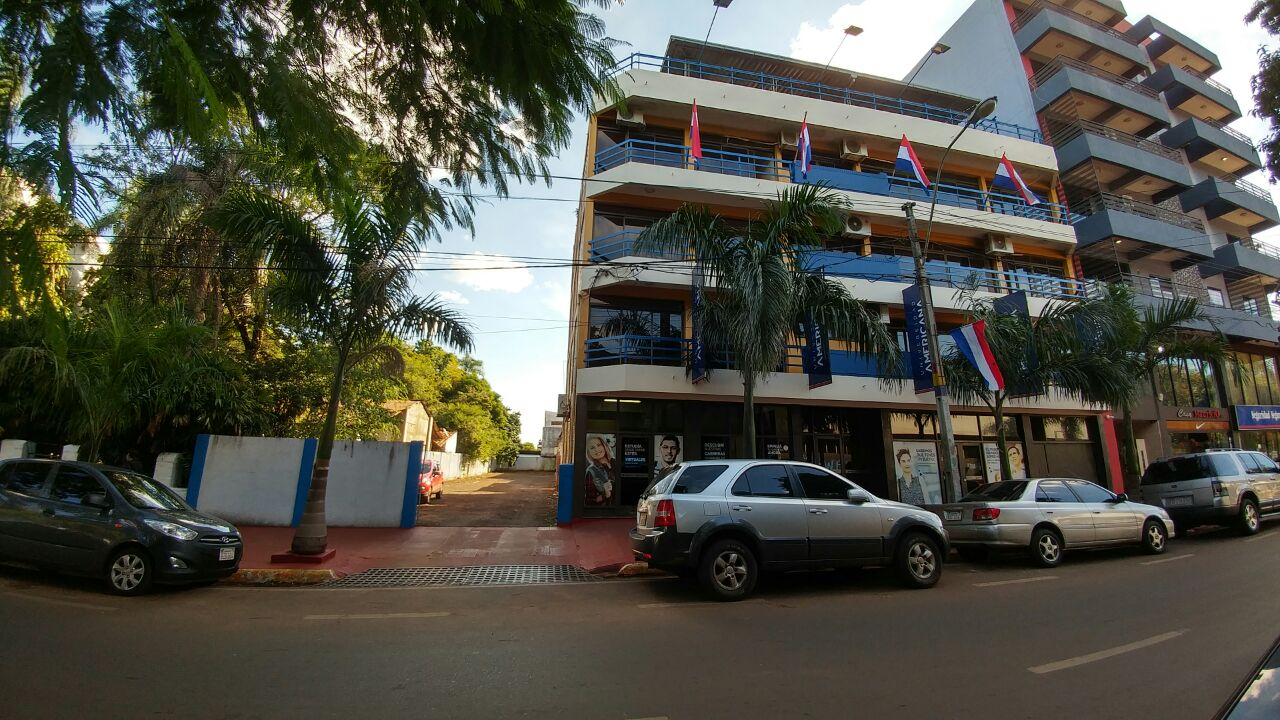
Sede de Encarnación de la Universidad Americana.

Además, la carrera de Derecho cuenta con su Centro de Asistencia a la Sociedad, quien brinda servicios y asesoría legal a personas en condiciones de vulnerabilidad y el Consultorio Empresarial FACEA, brinda servicios y asesoría a las Mipymes, ambos servicios son totalmente gratuitos. 
Cuenta con un amplio salón auditorio y un aula magna, donde se dictan cursos, conferencias, entre otros eventos institucionales. Además dispone de otros confortables espacios destinados a la biblioteca, cafetería y patio interno.
Además posee un moderno edificio de estacionamiento de 5 pisos, cuya capacidad cercana a los 400 vehículos. También dos centros de eventos, es un espacio orientado a la promoción de talentos y a la práctica de actividades físicas en sus diversas modalidades, eventos culturales y deportivos dan vida a este moderno complejo.

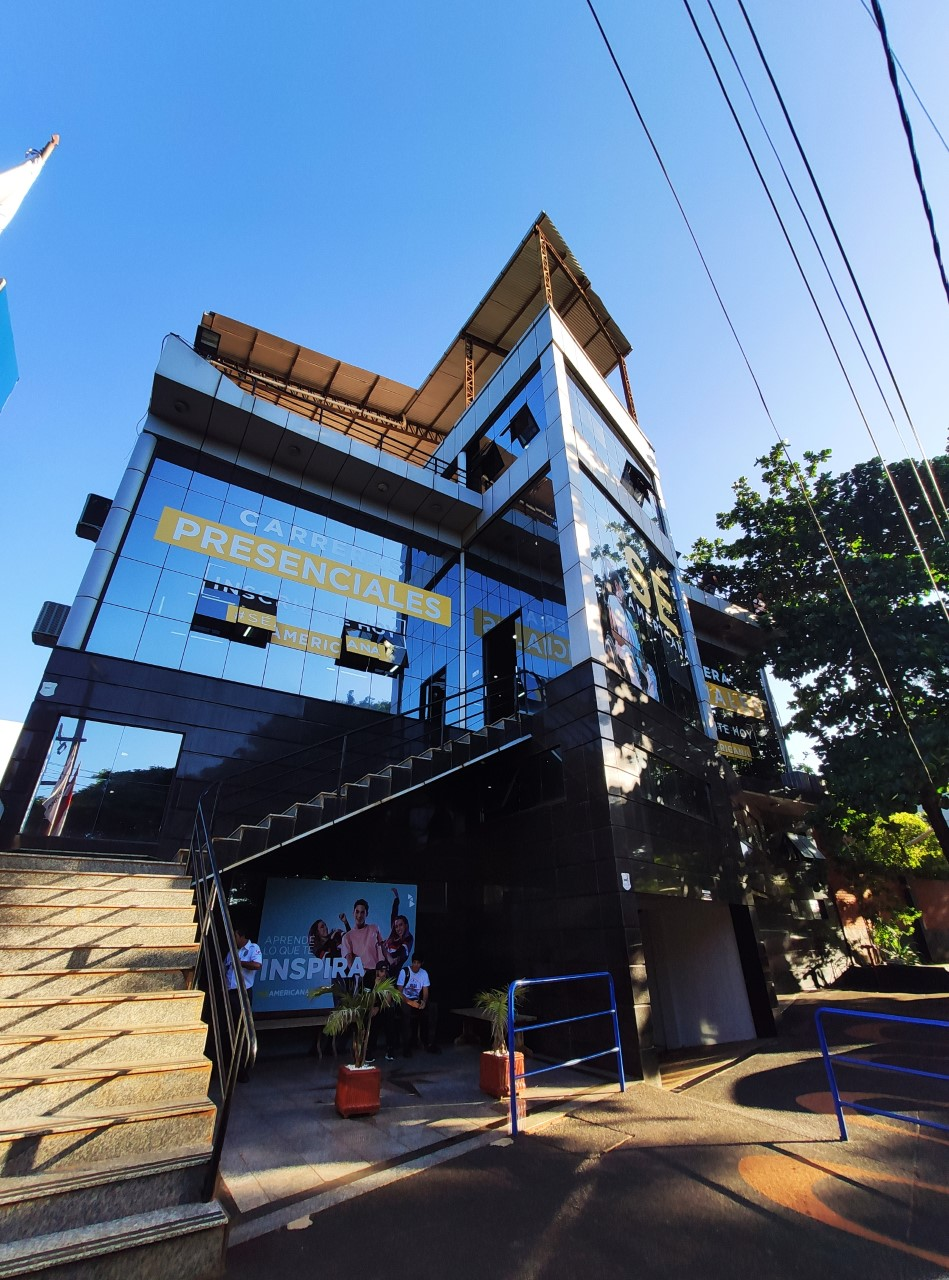
Sede de Ciudad del Este de la Universidad Americana.

## Centro de Eventos

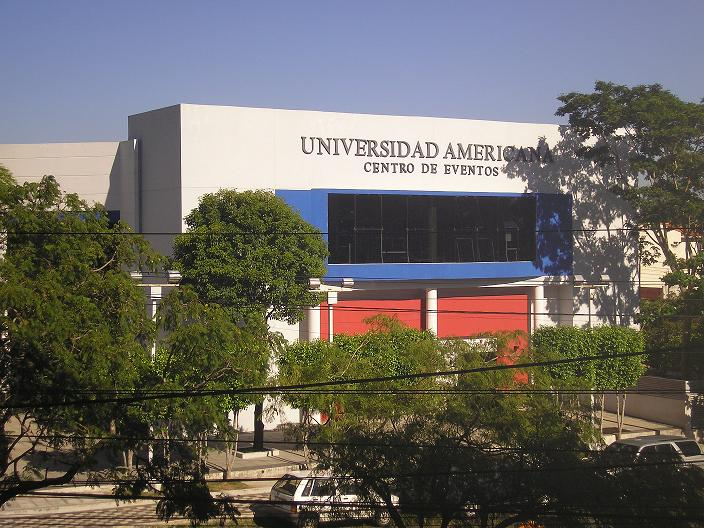
Centro de Eventos de la Universidad Americana de Paraguay.

El Centro de Eventos de la Universidad Americana constituye un espacio orientado para la organización de eventos culturales, sociales y deportivos. Para tal efecto posee una infraestructura privilegiada, ubicación de fácil acceso y circulación, sobre la Av. Brasilia, y un sistema de climatización para la máxima comodidad de los usuarios.
El complejo tiene capacidad para albergar a unas 1600 personas y está integrado por una pista polivalente de 680 m², con sus correspondientes áreas de sanitarios y vestuarios, un área de graderías elevadas perimetrales, un área para exposiciones de arte, bodegas, depósitos, enfermería y un espacio exclusivo para aparcamiento vehicular. Para actividades de índole deportiva dispone de dos polideportivos, donde en forma simultánea pueden desarrollarse diversas competencias y campeonatos.
El Centro de Eventos fue inaugurado el 9 de agosto, del año 2006, por el Ing. Luis Castiglioni, en ese entonces vicepresidente de la República del Paraguay, el Dr. Nicolás Leoz, presidente de la Confederación Sudamericana de Fútbol, y el Dr. Andrés Benkö, rector de la Universidad Americana.
El Centro de Eventos y Polideportivo de la Universidad Americana es un espacio orientado a la promoción de talentos y a la práctica de actividades físicas en sus diversas modalidades. Eventos culturales y deportivos dan vida a este moderno complejo. 

## Extensión Universitaria
El área de Extensión Universitaria de la universidad pretende fomentar la práctica de disciplinas complementarias, como el deporte y la cultura.

Cuenta con área de deportes donde estudiantes y ex estudiantes ("exas") pueden realizar prácticas de handball, futsal, voleibol.

### Club Universidad Americana
La universidad cuenta con el Club Universidad Americana de futsal FIFA, el cual milita en la Categoría Primera, tercera división del sistema de ligas de futsal del país.

## Visión
Ser una universidad de renombre nacional e internacional distinguida por su trayectoria de elevar el nivel de educación superior y cooperar, a través de un liderazgo representativo, en la producción, desarrollo, aplicación y gestión del conocimiento, que apunte a la transformación social y al progreso de la nación.

## Misión
Formar mejores profesionales y líderes del Paraguay y la región.
1. ↑  Todo listo para el inicio de la categoría Primera

- Wikimedia Commons alberga una categoría multimedia sobre Universidad Americana de Paraguay.
- Universidad Americana de Ciudad del Este.
- Universidad Americana de Encarnación.
- Universidad Americana de Asunción.
- Universidad Americana de Paraguay. (en portugués)
- UNIVERSIA.
- Universidad Americana cumple 18 años. (enlace roto disponible en Internet Archive; véase el historial, la primera versión y la última).

- Datos: Q1750155
- Multimedia: Universidad Americana de Paraguay / Q1750155